# هوك ديلون
هوك ديلون (بالإنجليزية: Hook Dillon)‏ مواليد 08 يناير 1924 في سافانا - الوفاة 18 يناير 2004، كان لاعب كرة سلة أمريكي. بدأ مسيرته الاحترافية في سنة 1949. تم اختياره من قبل فريق شيكاغو ستايغس خلال الدرافت. حمل الرقم 22. بلغ طوله 6 قدم 3 بوصة (1.9 م). اعتزل اللعب في 1950.

## روابط خارجية
- هوك ديلون على موقع إن بي أي (الإنجليزية)
- هوك ديلون على موقع سبورتس رفرنس (الإنجليزية)
- هوك ديلون على موقع كلية كرة السلة في سبورتس رفرنس.كوم (الإنجليزية)
- هوك ديلون على موقع ريلجم (الإنجليزية)
- هوك ديلون على موقع بروبوليرز (الإنجليزية)